# Gomelavia
Gomelavia o Homelavia (in russo: Гомельавиа) è stata una compagnia aerea bielorussa ed era la parte dell'Azienda Pubblica dell'Aeroporto di Homel', in Bielorussia. La compagnia fu fondata nel 1993 ed era inizialmente conosciuta come Gomel United Aviation Detachment, una branca della compagnia di bandiera Belavia. Assunse il nuovo nome definitivo nel 1996. Fu chiusa nel febbraio 2011.
Gomelavia effettuava voli charter interni ed internazionali per Italia, Germania, Spagna, Bulgaria, Turchia, Cina, India, Emirati Arabi Uniti, Guinea, Mali, Angola, Congo. Negli ultimi 15 anni ha trasportato i dipendenti delle società petrolifere bielorusse verso i pozzi della Bielorussia in Siberia Occidentale.

## Flotta
Al momento della cessazione delle operazioni la flotta era composta da:
- 3 Antonov An-24RV
- 1 Antonov An-12
- 3 Ilyushin Il-76TD

Alcuni Antonov An-24 erano in leasing a compagnie aeree straniere.
In precedenza erano stati utilizzati anche i seguenti velivoli:
- Antonov An-2
- Antonov An-26
- Tupolev Tu-134
- Tupolev Tu-154
- Yakovlev Yak-12
- Yakovlev Yak-40

## Accordi commerciali
- Belavia Belarusian Airlines
- Aeroflot
- airBaltic
- Transaero Airlines
- Rossija Airlines

## Incidenti
Nel 2003, un Tupolev Tu-154 della Gomelavia venne bloccato nell'aeroporto della capitale della Nigeria, in Africa. L'equipaggio venne trattenuto per un mese dalla compagnia aerea nigeriana che non riusciva a trovare un carico per far rientrare l'aereo in Bielorussia alla fine del tempo di leasing. La Gomelavia ha pagato più di 20000 Euro per il rilascio dei piloti e 4500 Euro per il rifornimento dell'aereo bielorusso per il volo di rientro.